# Томислав Павићевић (лекар)
Др Томислав Павићевић (Лесковац, 1935) српски је лекар.
Рођен је 1935. године у Лесковцу где је завршио основну школу и гимназију. Медицински факултет у Београду 1964. године. Специјализацију из патолошке анатомије на ВМА 1969. године. Патоанатомска служба је формирана 1969. године. Први специјалиста за ову грану медицине је др. Томислав Павићевић. Он је оснивач ове службе и њен први начелник. оред свакодневних послова које је обављао, радио је и на личном стручном образовању и усавршавању. Објавио је преко 30 стручних радова на симпозијумима, секцијама и конгресима у земљи и иностранству.